# 起訴
起訴（きそ）は、刑事訴訟における検察官による公訴の提起の事。

## 刑事訴訟
刑事訴訟における起訴とは、検察官のなす公訴提起処分をいう。

### 起訴条件
訴訟条件とは、公訴を追行し、事件の実体審理および裁判をするための要件をいい、このうち起訴のための適法要件を特に起訴条件ともいう。

### 起訴の手続
起訴は、起訴状を提出してしなければならない（刑事訴訟法256条1項）。起訴状一本主義により、起訴にあたって裁判官に予断を生じせしめるおそれのある書類等（証拠書類など）を付したり、その内容を引用したりすることは原則的に違法である（同条6項）。

#### 起訴状
起訴状には、以下の事項を記載する（刑事訴訟法256条2項、同条4項）。
1. 被告人の氏名その他人定事項
2. 公訴事実
3. 罪名および罰条

### 在宅起訴
在宅起訴（ざいたくきそ）とは、刑事事件の被疑者が刑事施設に勾留（未決勾留）されていない状態で起訴がなされることをいう。
逃亡や罪証隠滅のおそれなどの勾留の要件を満たさない場合に生じる。違いは公判中身柄が拘束されないだけであり、刑事手続自体は勾留された被疑者が起訴された場合と同様に進行する。
略式裁判が選択された場合にも生じる。

### 不起訴処分
刑事訴訟法248条により検察官は、事件について公訴を提起しないことができる（いわゆる起訴便宜主義）。終局処分として被疑者を起訴しないことを選択することを不起訴処分というが、この処分における裁定についての区分は事件事務規程75条2項に規定されている。
不起訴処分を含む終局処分の決定は、裁判と異なり非公開のうちに行われ、検察庁は不起訴については理由を明らかにしないケースが多いので、その理由を巡り臆測を呼ぶこともある。しかし、法律上、検察官は守秘義務（国家公務員法100条1項）を負う一方、不起訴処分の理由を報道機関等に対し公表する義務を課す規定や、検察官による自由な公表を可能とする規定はない。
検察官は、不起訴処分が行われた場合において、被疑者の請求があるときは、速やかにその旨を伝えなければならない（刑訴法259条、事件事務規程76条1項に基づく不起訴処分告知書による。ただし単に不起訴の旨が伝えられるだけで、理由・裁定主文についての通知は特段ない。）。
検察官は、被疑事件が告訴、告発または請求のあったものである場合、公訴提起または不起訴処分としたときは、速やかにその旨を告訴人、告発人又は請求人に（義務的に）通知しなければならない（処分通知書による。刑訴法260条、事件事務規程60条）。
この場合において、告訴人、告発人または請求人の請求があるときは、速やかに告訴人、告発人または請求人にその理由を告げなければならない（不起訴処分理由告知書による。この書面中で上記の裁定主文（嫌疑不十分等）が記載されることになっている。刑訴法261条、事件事務規程76条2項）。
事件事務規程75条2項に定める区分の一覧は以下のとおり。

(1) 被疑者死亡
被疑者が死亡したとき。
(2) 法人等消滅
被疑者である法人または処罰の対象となるべき団体等が消滅したとき。
(3) 裁判権なし
被疑事件が我が国の裁判管轄に属しないとき。
(4) 第1次裁判権なし・不行使
日米地位協定(昭和35年条約第7号)、日本国における国際連合の軍隊に対する刑事裁判権の行使に関する議定書(昭和28年条約第28号)もしくは日本国における国際連合の軍隊の地位に関する協定(昭和29年条約第12号)に基づき、我が国に第1次裁判権がないとき、また前3号もしくは次号から第20号までのいずれかに該当する場合を除き我が国が第1次裁判権を行使しないとき(第1次裁判権を放棄したときを含む。)。
(5) 親告罪の告訴・告発・請求の欠如・無効・取消し
親告罪または告発もしくは請求をまって論ずべき罪につき、告訴、告発もしくは請求がなかったとき、無効であったときまたは取り消されたとき。
(6) 通告欠如
道路交通法(昭和35年法律第105号)第130条の規定により公訴を提起することができないとき、または同条の規定により家庭裁判所の審判に付することができないとき。
(7) 反則金納付済み
道路交通法第128条第2項の規定により公訴を提起することができないときまたは同項(第130条の2第3項において準用する場合を含む。)の規定により家庭裁判所の審判に付することができないとき。
(8) 確定判決あり
同一事実につき既に既判力のある判決があるとき。
(9) 保護処分済み
同一事実につき既に少年法第24条第1項の保護処分がなされているとき。
(10) 起訴済み
同一事実につき既に公訴が提起されているとき(公訴の取消しがなされている場合を含む。)。ただし、第8号に該当する場合を除く。
(11) 刑の廃止
犯罪後の法令により刑が廃止されたとき。
(12) 大赦
被疑事実が大赦に係る罪であるとき。
(13) 時効完成
公訴の時効が完成したとき。
(14) 刑事未成年
被疑者が犯罪時14歳に満たないとき。
(15) 心神喪失
被疑者が犯罪時心神喪失であったとき。
(16) 罪とならず
被疑事実が犯罪構成要件に該当しないとき、または犯罪の成立を阻却する事由のあることが証拠上明確なとき。ただし、前2号に該当する場合を除く。
(17) 嫌疑なし
被疑事実につき、被疑者がその行為者でないことが明白なとき、または犯罪の成否を認定すべき証拠のないことが明白なとき。
(18) 嫌疑不十分
被疑事実につき、犯罪の成立を認定すべき証拠が不十分なとき。
(19) 刑の免除
被疑事実が明白な場合において、法律上刑が免除されるべきとき。
(20) 起訴猶予
被疑事実が明白な場合において、被疑者の性格、年齢および境遇、犯罪の軽重および情状並びに犯罪後の情況により訴追を必要としないとき。

## 民事訴訟
かつては民事訴訟においても「起訴」の語が使用されていたが、2021年時点における民事訴訟法等の法令においては「起訴」の語は使用されておらず、旧民事訴訟法の名残りで講学上二重起訴の禁止の語が用いられたり、民事保全手続における起訴命令にその名残があったりするにとどまる。

## 関連用語
- 略式手続
- 即決裁判手続
- 起訴猶予処分
- 付審判制度
- 検察審査会